# Doue
Pour les articles homonymes, voir Doue (homonymie).
Doue est une commune française située dans le département de Seine-et-Marne en région Île-de-France.

## Géographie

### Localisation
Doue est située dans l'est du Bassin parisien, dans la partie de la Brie historiquement connue sous le nom de Brie champenoise, à environ 10,9 km par la route, au nord-est de Coulommiers.

### Communes limitrophes
| Jouarre | Saint-Cyr-sur-Morin Saint-Ouen-sur-Morin | Orly-sur-Morin                |
|         | Doue                                     | La Trétoire                   |
|         | Saint-Germain-sous-Doue                  | Rebais Saint-Denis-lès-Rebais |

### Géologie et relief

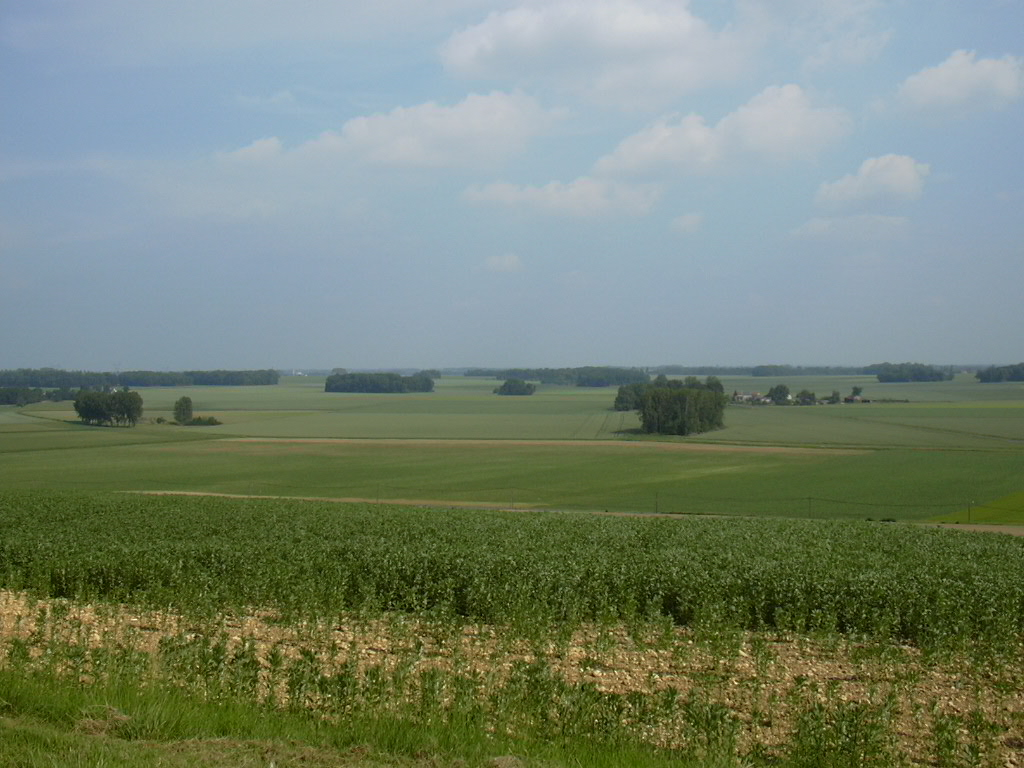
La plaine de Doue, vue du sommet de la Butte. On voit au premier plan des affleurements de marne, qui recèlent de nombreux fossiles de planorbes, de limnées ou de dents de requins.

La commune est située dans une plaine agricole, dominée par une butte, la « Butte de Doue ».
Cette butte est du point de vue géologique une butte témoin. Elle résulte d'un phénomène d'érosion inégale entre les zones entourant la butte et la butte elle-même. Cette butte est donc apparue peu à peu en raison de sa moindre exposition à l'érosion naturelle, grâce au plateau calcaire qui la surmonte. Ce petit plateau est d'une composition moins tendre que la strate calcaire qui jadis s'étendait sur la région, à la même altitude que l'actuel sommet de la butte. Cette dernière nous renseigne donc sur la composition des sols dans cette partie du bassin parisien, d'où son nom.
La formation est donc faite de roche calcaire (marne) au sommet, de sable en son milieu (où affleurent de nombreux fossiles marins : le plus souvent des planorbes ou des limnées, mais aussi des dents de requins), ainsi que d'autres types de roches sédimentaires. Le sable disponible a fait l'objet d'une petite exploitation.
Certaines zones de la commune sont plus humides, à l'image de la zone de l'étang de Croupet.
L'altitude de la commune varie de 110 mètres à 202 mètres pour le point le plus haut, le centre du bourg se situant à environ 144 mètres d'altitude (mairie). Elle est classée en zone de sismicité 1, correspondant à une sismicité très faible.

### Hydrographie

#### Réseau hydrographique

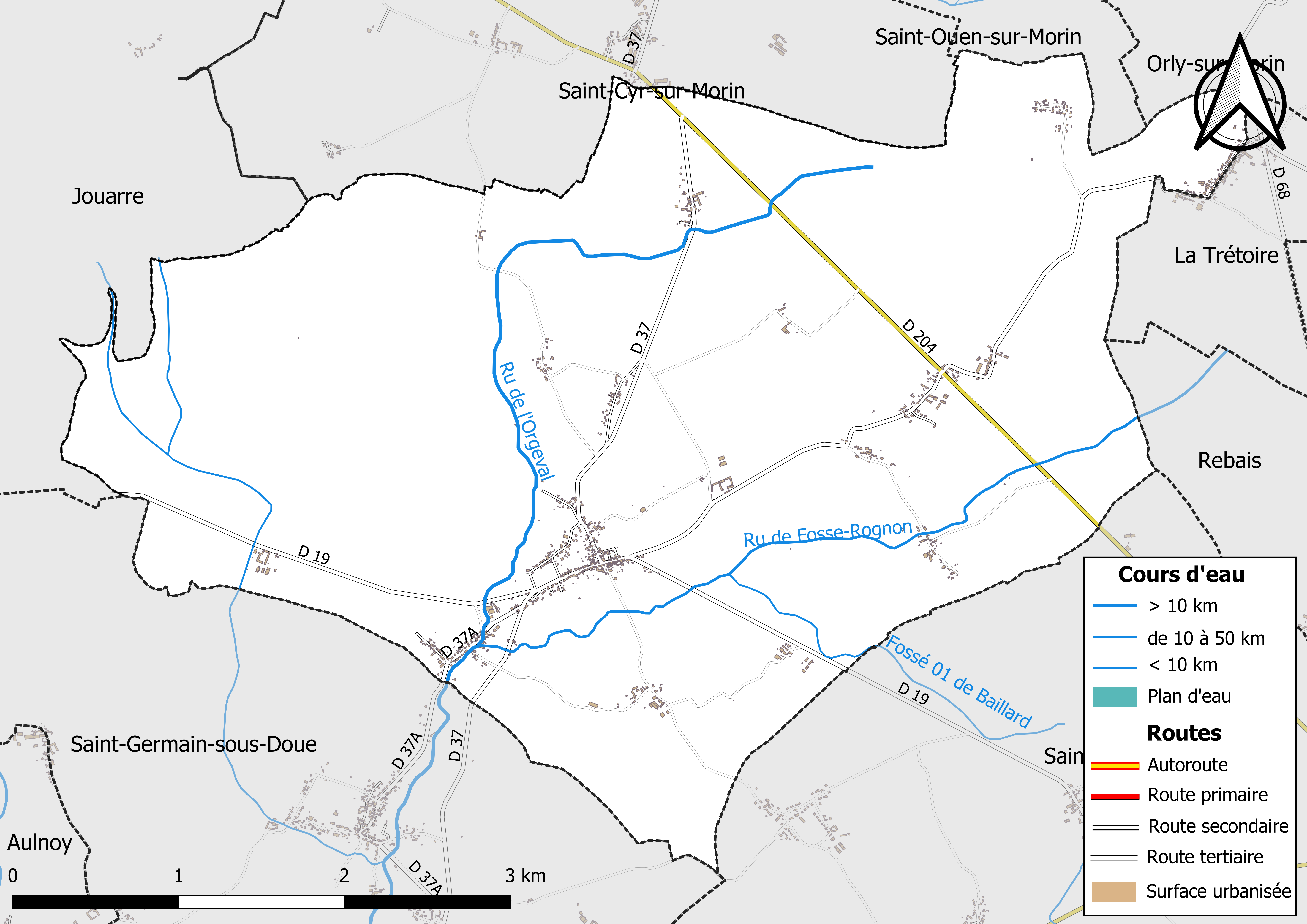
Carte des réseaux hydrographique et routier de Doue.

Le réseau hydrographique de la commune se compose de cinq cours d'eau référencés :
- le ru d'Orgeval, long de 12,81 km[4] ;
  - le ru de Fosse-Rognon, 5,31 km[5], affluent de l’Orgeval ;
    - le fossé 01 de Baillard, 2,56 km[6], qui conflue avec le ru de Fosse-Rognon ;

  - le cours d'eau 01 de la commune de Saint-Germain-sous-Doue, 5 km[7], qui conflue avec l'Orgeval ;
    - le fossé 01 de la commune de Doue, 1,28 km[8], qui conflue avec le cours d'eau 01 de la commune de Saint-Germain-sous-Doue.

La longueur totale des cours d'eau sur la commune est de 14,91 km.

#### Gestion des cours d'eau
Afin d’atteindre le bon état des eaux imposé par la Directive-cadre sur l'eau du 23 octobre 2000, plusieurs outils de gestion intégrée s’articulent à différentes échelles : le SDAGE, à l’échelle du bassin hydrographique, et le SAGE, à l’échelle locale. Ce dernier fixe les objectifs généraux d’utilisation, de mise en valeur et de protection quantitative et qualitative des ressources en eau superficielle et souterraine. Le département de Seine-et-Marne est couvert par six SAGE, au sein du bassin Seine-Normandie.
La commune fait partie du SAGE « Petit et Grand Morin », approuvé le 21 octobre 2016. Le territoire de ce SAGE comprend les bassins du Petit Morin (630 km2) et du Grand Morin (1 185 km2). Le pilotage et l’animation du SAGE sont assurés par le syndicat Mixte d'Aménagement et de Gestion des Eaux (SMAGE) des 2 Morin, qualifié de « structure porteuse ».

### Climat
Pour des articles plus généraux, voir Climat de l'Île-de-France et Climat de Seine-et-Marne.
En 2010, le climat de la commune est de type climat océanique dégradé des plaines du Centre et du Nord, selon une étude du CNRS s'appuyant sur une série de données couvrant la période 1971-2000. En 2020, Météo-France publie une typologie des climats de la France métropolitaine dans laquelle la commune est exposée à un climat océanique altéré et est dans la région climatique Nord-est du bassin Parisien, caractérisée par un ensoleillement médiocre, une pluviométrie moyenne régulièrement répartie au cours de l’année et un hiver froid (3 °C).
Pour la période 1971-2000, la température annuelle moyenne est de 10,4 °C, avec une amplitude thermique annuelle de 15,5 °C. Le cumul annuel moyen de précipitations est de 751 mm, avec 11,7 jours de précipitations en janvier et 8,3 jours en juillet. Pour la période 1991-2020, la température moyenne annuelle observée sur la station météorologique la plus proche, située sur la commune de Saint-Cyr-sur-Morin à 5 km à vol d'oiseau, est de 11,2 °C et le cumul annuel moyen de précipitations est de 814,8 mm,. Pour l'avenir, les paramètres climatiques de la commune estimés pour 2050 selon différents scénarios d'émission de gaz à effet de serre sont consultables sur un site dédié publié par Météo-France en novembre 2022.
| Mois                                  | jan.             | fév.          | mars           | avril         | mai           | juin            | jui.           | août           | sep.            | oct.            | nov.           | déc.             | année      |
| ------------------------------------- | ---------------- | ------------- | -------------- | ------------- | ------------- | --------------- | -------------- | -------------- | --------------- | --------------- | -------------- | ---------------- | ---------- |
| Température minimale moyenne (°C)     | 1                | 0,8           | 2,5            | 4,4           | 8,2           | 11,4            | 13,2           | 12,6           | 9,4             | 7,3             | 3,8            | 1,4              | 6,3        |
| Température moyenne (°C)              | 3,9              | 4,5           | 7,5            | 10,4          | 14,2          | 17,4            | 19,3           | 18,9           | 15,3            | 11,7            | 7,1            | 4,3              | 11,2       |
| Température maximale moyenne (°C)     | 6,9              | 8,2           | 12,6           | 16,3          | 19,9          | 23,3            | 25,5           | 25,2           | 21,1            | 16,1            | 10,5           | 7,2              | 16,1       |
| Record de froid (°C) date du record   | −22,5 17.01.1985 | −15 07.02.12  | −11,5 01.03.05 | −7 08.04.03   | −2 01.05.1976 | 0,2 04.06.1975  | 4,5 04.07.1984 | 2,9 28.08.1974 | −0,5 27.09.1972 | −6,5 30.10.1997 | −10 24.11.1998 | −11,5 31.12.1996 | −22,5 1985 |
| Record de chaleur (°C) date du record | 16 05.01.1999    | 19,5 27.02.19 | 24 29.03.1989  | 29,5 20.04.18 | 32 28.05.17   | 37,2 30.06.1976 | 41,5 25.07.19  | 40 12.08.03    | 34,9 04.09.1973 | 29 01.10.1985   | 21 08.11.15    | 17,2 10.12.1978  | 41,5 2019  |
| Précipitations (mm)                   | 72,3             | 60,9          | 58,3           | 51,8          | 71,1          | 62,1            | 71,3           | 71             | 58,8            | 71,9            | 74,1           | 91,2             | 814,8      |

### Milieux naturels et biodiversité
L’inventaire des zones naturelles d'intérêt écologique, faunistique et floristique (ZNIEFF) a pour objectif de réaliser une couverture des zones les plus intéressantes sur le plan écologique, essentiellement dans la perspective d’améliorer la connaissance du patrimoine naturel national et de fournir aux différents décideurs un outil d’aide à la prise en compte de l’environnement dans l’aménagement du territoire.
Le territoire communal de Doue comprend deux ZNIEFF de type 1,,, 
la « Butte de Doue » (9,72 ha) ;
et « Le bois de Saint-Cyr, le bois de Chavigny et le bois du Charnoy » (201,34 ha), couvrant 4 communes du département
et un ZNIEFF de type 2,, 
la « vallée du Petit Morin de Verdelot à la Ferte Sous-Jouarre » (4 988,89 ha), couvrant 15 communes du département.

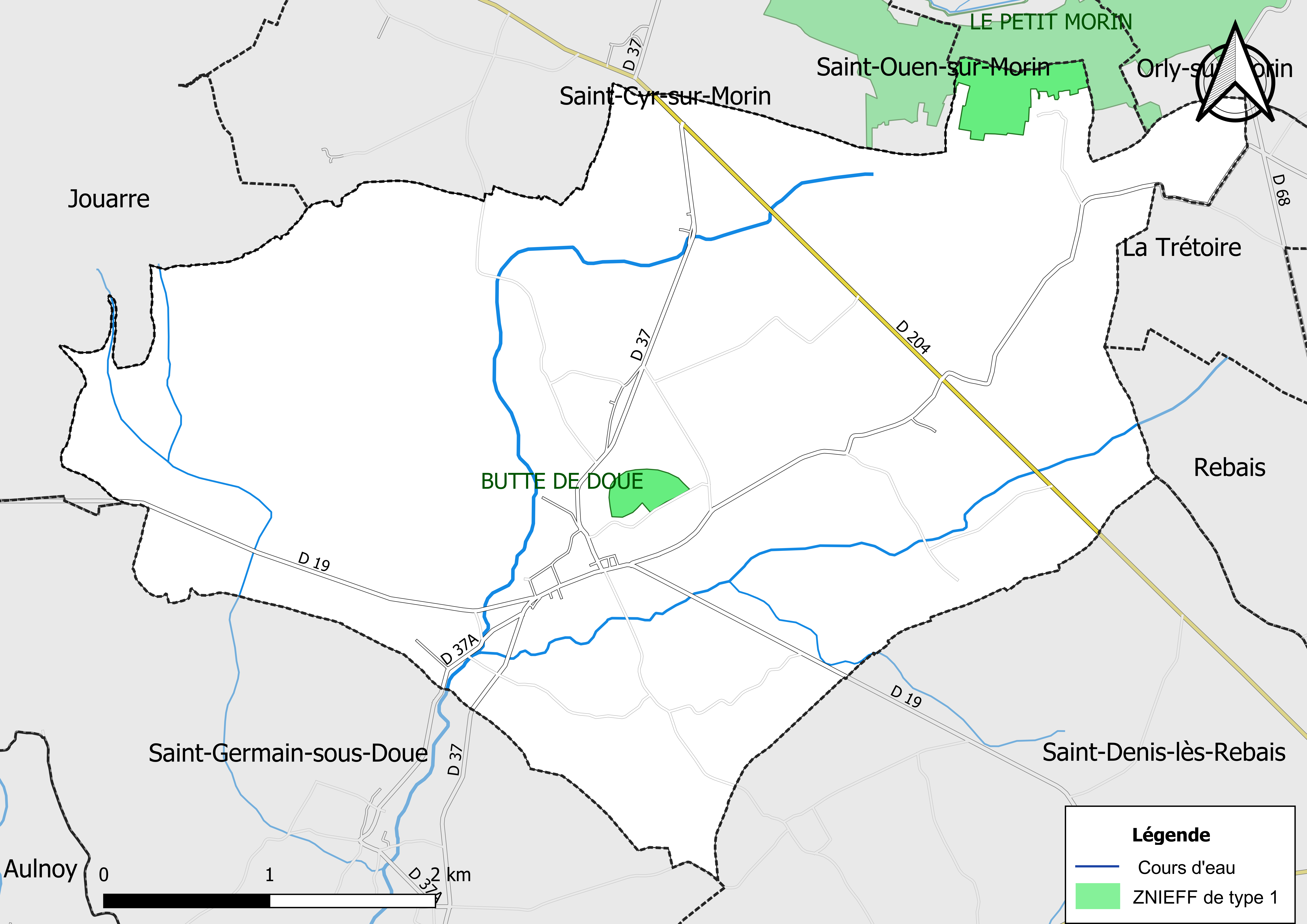
Carte des ZNIEFF de type 1 de la commune.
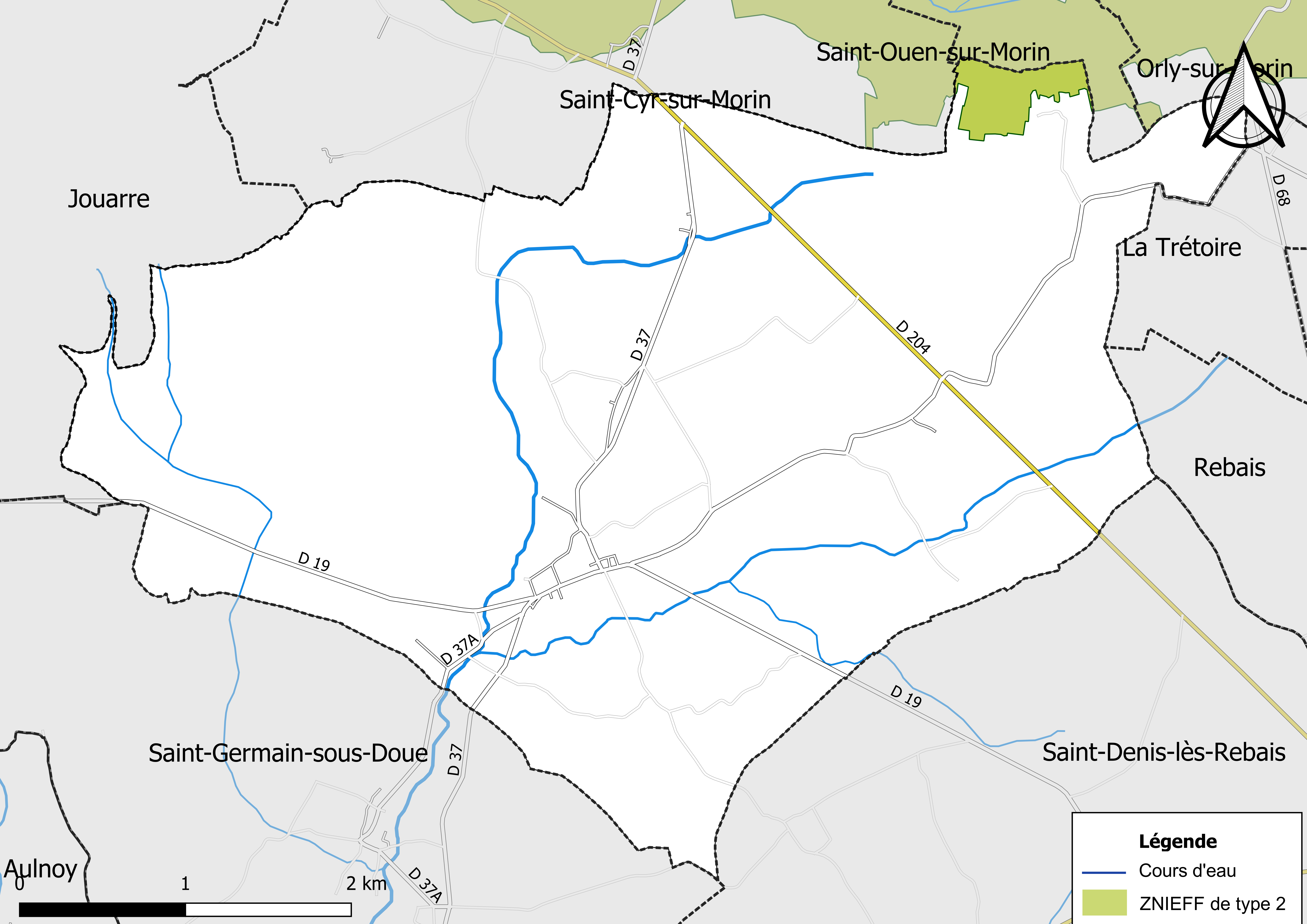
Carte des ZNIEFF de type 2 de la commune.

## Urbanisme

### Typologie
Au 1er janvier 2024, Doue est catégorisée commune rurale à habitat dispersé, selon la nouvelle grille communale de densité à sept niveaux définie par l'Insee en 2022.
Elle est située hors unité urbaine. Par ailleurs la commune fait partie de l'aire d'attraction de Paris, dont elle est une commune de la couronne,. Cette aire regroupe 1 929 communes,.

### Lieux-dits et écarts
La commune compte 207 lieux-dits administratifs répertoriés consultables ici (source : le fichier Fantoir) dont la Butte de Doue, le Château, Mauroy, Mélarchez, le Taillis, Croupet, le Plessier.

### Occupation des sols
L'occupation des sols de la commune, telle qu'elle ressort de la base de données européenne d’occupation biophysique des sols Corine Land Cover (CLC), est marquée par l'importance des territoires agricoles (85,7 % en 2018), en diminution par rapport à 1990 (88 %). La répartition détaillée en 2018 est la suivante : 
terres arables (83% ), forêts (12% ), zones urbanisées (2,3% ), prairies (2,3% ), zones agricoles hétérogènes (0,4 %).
Parallèlement, L'Institut Paris Région, agence d'urbanisme de la région Île-de-France, a mis en place un inventaire numérique de l'occupation du sol de l'Île-de-France, dénommé le MOS (Mode d'occupation du sol), actualisé régulièrement depuis sa première édition en 1982. Réalisé à partir de photos aériennes, le Mos distingue les espaces naturels, agricoles et forestiers mais aussi les espaces urbains (habitat, infrastructures, équipements, activités économiques, etc.) selon une classification pouvant aller jusqu'à 81 postes, différente de celle de Corine Land Cover,,. L'Institut met également à disposition des outils permettant de visualiser par photo aérienne l'évolution de l'occupation des sols de la commune entre 1949 et 2018.

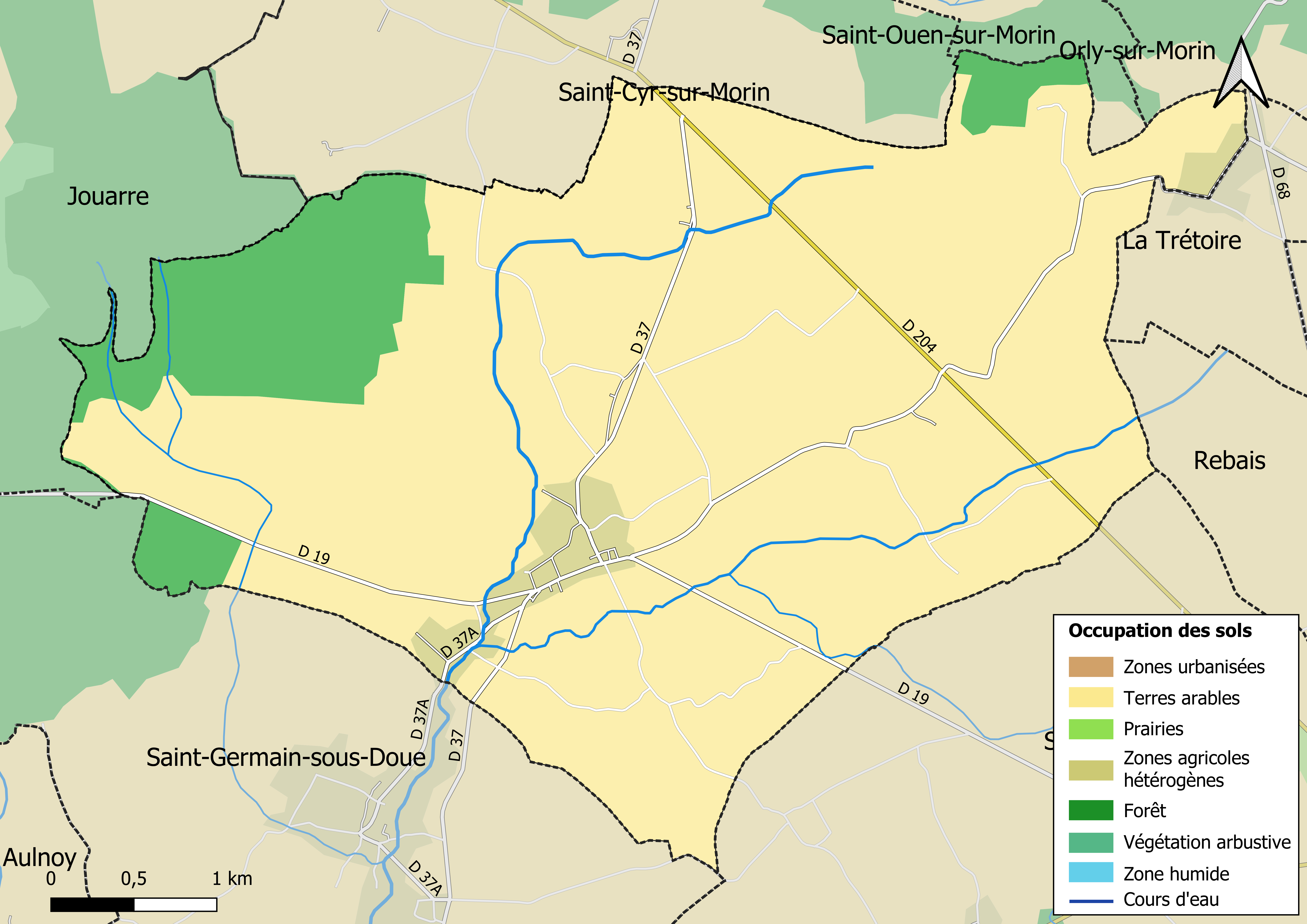
Carte des infrastructures et de l'occupation des sols en 2018 (CLC) de la commune.
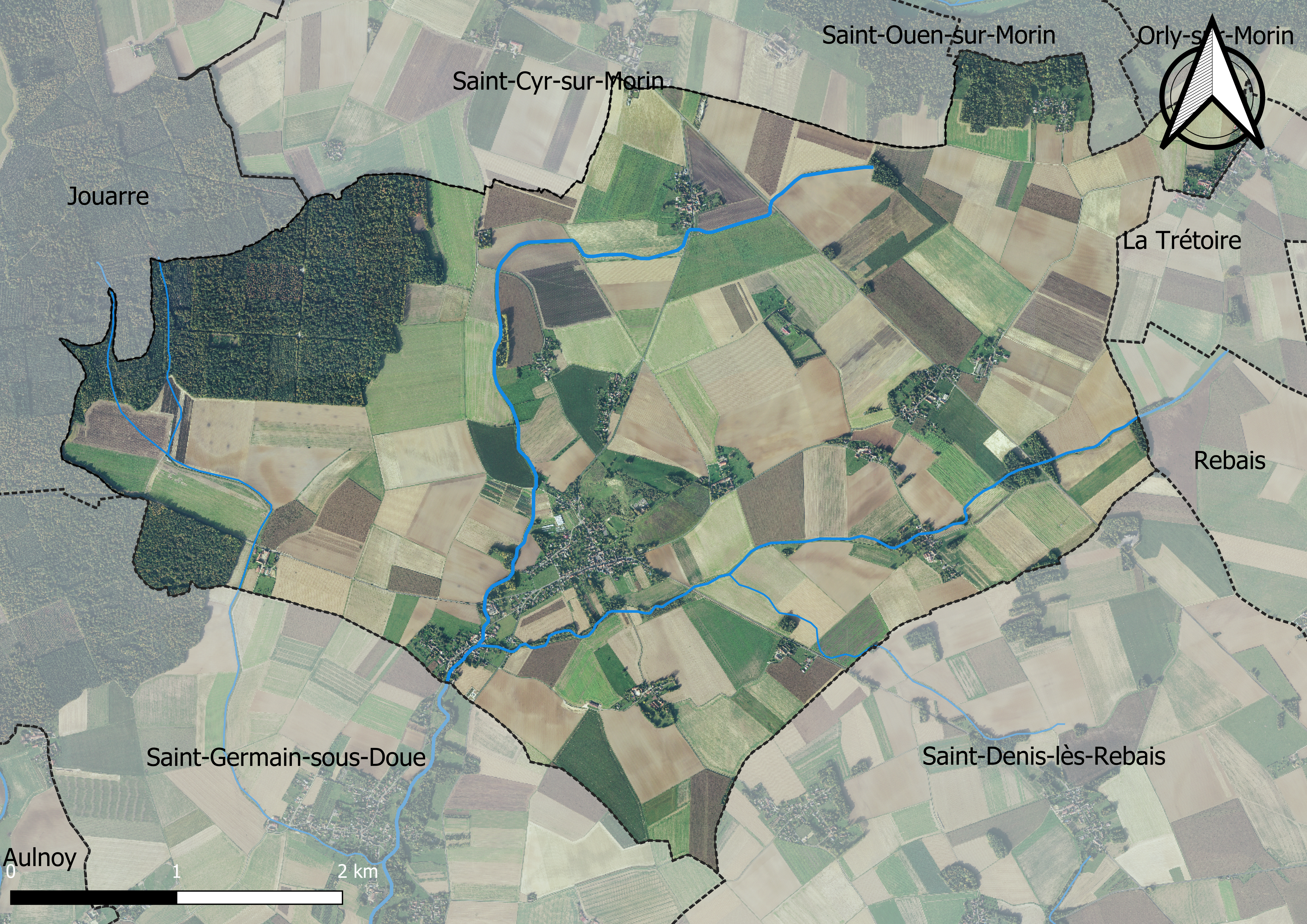
Carte orhophotogrammétrique de la commune.

### Planification
La commune disposait en 2019 d'un plan local d'urbanisme approuvé. Le zonage réglementaire et le règlement associé peuvent être consultés sur le Géoportail de l'urbanisme.

### Logement
En 2016, le nombre total de logements dans la commune était de 459 dont 97,5 % de maisons et 2,3 % d'appartements.
Parmi ces logements, 84,5 % étaient des résidences principales, 6,2 % des résidences secondaires et 9,3 % des logements vacants.
La part des ménages fiscaux propriétaires de leur résidence principale s'élevait à 87,4 % contre 10,8 % de locataires et 1,9 % logés gratuitement.

## Toponymie
La première mention de la commune au XIe siècle fait référence à Duensis.  Ce nom vient d'une dénomination du vieux français signifiant « mare ». L'orthographe du nom de la commune a par la suite évolué : en 1793, son nom s'écrit Doüe. En 1801, le nom devient Douès.
On retrouve cette idée de marécages dans les noms des hameaux Petit Saulsoy et Grand Saulsoy, écrits depuis la Deuxième Guerre mondiale Saussoy, qui, étymologiquement désignaient des saules pleureurs cultivés en sauleraies (ou oseraies) pour faire de l'osier. Une fois assouplis et coupés, ils étaient ensuite vendus le plus souvent à la vannerie de Rebais.

## Histoire

### Moyen Âge
La commune est mentionnée dès le XIe siècle.  L'église qui domine toujours actuellement le village a été construite au XIIIe siècle sur l'emplacement d'un ancien temple païen.

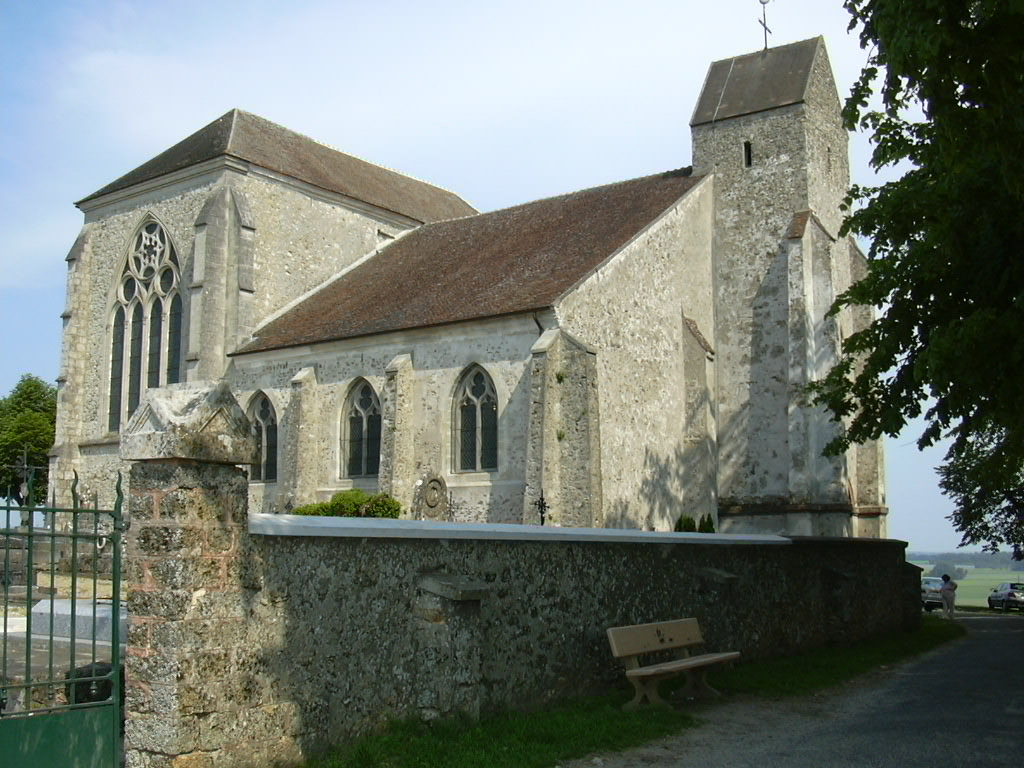
L'église du village.

Au XIIe siècle, Manassès Ier, évêque de Meaux, donne l'autel à son chapitre. À la même époque, la paroisse est rattachée à la seigneurie des Juvénal des Ursins.

### Renaissance
Au XVIe siècle, l'église est remaniée.
Au XVIIe siècle, la famille d'Harville récupère la paroisse. Le dernier seigneur, le général d'Harville, militaire et homme politique français, écuyer de l'impératrice Joséphine, a été inhumé dans le cimetière en mai 1815. Sa tombe y est toujours visible.

## Politique et administration

### Liste des maires
| Période                                  | Période  | Identité                | Étiquette | Qualité                                                                               |
| ---------------------------------------- | -------- | ----------------------- | --------- | ------------------------------------------------------------------------------------- |
| Les données manquantes sont à compléter. |          |                         |           |                                                                                       |
| mars 2001                                | 2008     | Philippe Richioud       |           | Agriculteur                                                                           |
| mars 2008                                | En cours | Jean-François Delesalle |           | Ingénieur Président de la CC des Deux Morin (2019 → ) Réélu pour le mandat 2020-2026, |

## Équipements et services

### Eau et assainissement
L’organisation de la distribution de l’eau potable, de la collecte et du traitement des eaux usées et pluviales relève des communes. La loi NOTRe de 2015 a accru le rôle des EPCI à fiscalité propre en leur transférant cette compétence. Ce transfert devait en principe être effectif au 1er janvier 2020, mais la loi Ferrand-Fesneau du 3 août 2018 a introduit la possibilité d’un report de ce transfert au 1er janvier 2026,.

#### Assainissement des eaux usées
En 2020, la commune de Doue ne dispose pas d'assainissement collectif,.
L’assainissement non collectif (ANC) désigne les installations individuelles de traitement des eaux domestiques qui ne sont pas desservies par un réseau public de collecte des eaux usées et qui doivent en conséquence traiter elles-mêmes leurs eaux usées avant de les rejeter dans le milieu naturel. Le Syndicat mixte d'assainissement du Nord-Est  (SIANE) assure pour le compte de la commune le service public d'assainissement non collectif (SPANC), qui a pour mission de vérifier la bonne exécution des travaux de réalisation et de réhabilitation, ainsi que le bon fonctionnement et l’entretien des installations,.

#### Eau potable
En 2020, l'alimentation en eau potable est assurée par le syndicat de l'Eau de l'Est seine-et-marnais (S2E77) qui gère le service en régie,,.

## Population et société

### Démographie
L'évolution du nombre d'habitants est connue à travers les recensements de la population effectués dans la commune depuis 1793. Pour les communes de moins de 10 000 habitants, une enquête de recensement portant sur toute la population est réalisée tous les cinq ans, les populations de référence des années intermédiaires étant quant à elles estimées par interpolation ou extrapolation. Pour la commune, le premier recensement exhaustif entrant dans le cadre du nouveau dispositif a été réalisé en 2004.

En 2022, la commune comptait 1 119 habitants, en évolution de +12,58 % par rapport à 2016 (Seine-et-Marne : +3,92 %, France hors Mayotte : +2,11 %).
| 1793 | 1800  | 1806  | 1821  | 1831  | 1836  | 1841  | 1846  | 1851 |
| ---- | ----- | ----- | ----- | ----- | ----- | ----- | ----- | ---- |
| 853  | 1 029 | 1 037 | 1 027 | 1 055 | 1 028 | 1 042 | 1 042 | 978  |

| 1856  | 1861  | 1866  | 1872  | 1876  | 1881 | 1886 | 1891 | 1896 |
| ----- | ----- | ----- | ----- | ----- | ---- | ---- | ---- | ---- |
| 1 010 | 1 025 | 1 050 | 1 010 | 1 006 | 976  | 969  | 937  | 989  |

| 1901 | 1906 | 1911 | 1921 | 1926 | 1931 | 1936 | 1946 | 1954 |
| ---- | ---- | ---- | ---- | ---- | ---- | ---- | ---- | ---- |
| 938  | 863  | 827  | 754  | 826  | 760  | 706  | 711  | 674  |

| 1962 | 1968 | 1975 | 1982 | 1990 | 1999  | 2004  | 2006 | 2009  |
| ---- | ---- | ---- | ---- | ---- | ----- | ----- | ---- | ----- |
| 664  | 628  | 583  | 723  | 940  | 1 028 | 1 027 | 999  | 1 008 |

| 2014 | 2019  | 2022  | - | - | - | - | - | - |
| ---- | ----- | ----- | - | - | - | - | - | - |
| 994  | 1 070 | 1 119 | - | - | - | - | - | - |

### Enseignement
La ville dispose d'une école primaire construite à la fin du XIXe siècle.

### Sports
La commune est équipée d'un terrain de football en plein air, aux abords de la Butte.

## Économie

### Revenus de la population et fiscalité
En 2018, le nombre de ménages fiscaux de la commune était de 428, représentant 1 122 personnes et la  médiane du revenu disponible par unité de consommation  de 24 800 euros.

### Emploi
En 2018, le nombre total d’emplois dans la zone était de 100, occupant 522 actifs  résidants (dont 12 % dans la commune de résidence et 88 % dans une commune autre que la commune de résidence).
Le taux d'activité de la population (actifs ayant un emploi) âgée de 15 à 64 ans s'élevait à 77,3 % contre un taux de chômage de 5,4 %. 
Les 17,3 % d’inactifs se répartissent de la façon suivante : 7,3 % d’étudiants et stagiaires non rémunérés, 4,8 % de retraités ou préretraités et 5,1 % pour les autres inactifs.

### Secteurs d'activité

#### Entreprises et commerces
Au 31 décembre 2019, le nombre d’unités légales et d’établissements (activités marchandes hors agriculture) par secteur d'activité était de 65 dont 6 dans l’industrie manufacturière, industries extractives et autres, 19 dans la construction, 12 dans le commerce de gros et de détail, transports, hébergement et restauration, 2 dans l’Information et communication, 1 dans les activités financières et d'assurance, 13 dans les activités spécialisées, scientifiques et techniques et activités de services administratifs et de soutien, 6 dans l’administration publique, enseignement, santé humaine et action sociale et 6 étaient relatifs aux autres activités de services.
En 2020, 12 entreprises ont été créées sur le territoire de la commune, dont 10 individuelles.
Au 1er janvier 2021, la commune ne disposait pas d’hôtel et de terrain de camping.
La commune dispose de deux auberges, une boulangerie, un maraîcher, un paysagiste (au petit Saussoy), et un entrepôt de déstockage de meubles qui se situe à la place de l'ancienne fromagerie. Cette fromagerie produisait jusqu'au milieu des années 1990 un fromage local, la « Butte de Doue », très similaire en goût au chaource, bien que de forme parallélépipèdique.
La principale activité reste l'agriculture.

#### Agriculture
Doue est dans la petite région agricole dénommée la « Brie laitière » (anciennement Brie des étangs), une partie de la Brie à l'est de Coulommiers. En 2010, l'orientation technico-économique de l'agriculture sur la commune est la culture de céréales et d'oléoprotéagineux (COP).
Si la productivité agricole de la Seine-et-Marne se situe dans le peloton de tête des départements français, le département enregistre un double phénomène de disparition des terres cultivables (près de 2 000 ha par an dans les années 1980, moins dans les années 2000) et de réduction d'environ 30 % du nombre d'agriculteurs dans les années 2010. Cette tendance se retrouve au niveau de la commune où le nombre d’exploitations est passé de 26 en 1988 à 17 en 2010. Parallèlement, la taille de ces exploitations augmente, passant de 60 ha en 1988 à 102 ha en 2010.
Le tableau ci-dessous présente les principales caractéristiques des exploitations agricoles de Doue, observées sur une période de 22 ans : 
|                                      | 1988  | 2000  | 2010  |
| ------------------------------------ | ----- | ----- | ----- |
| Dimension économique,                |       |       |       |
| Nombre d’exploitations (u)           | 26    | 21    | 17    |
| Travail (UTA)                        | 32    | 32    | 26    |
| Surface agricole utilisée (ha)       | 1 564 | 1 685 | 1 738 |
| Cultures                             |       |       |       |
| Terres labourables (ha)              | 1 477 | 1 625 | 1 692 |
| Céréales (ha)                        | 985   | 1 095 | 1 129 |
| dont blé tendre (ha)                 | 753   | 769   | 748   |
| dont maïs-grain et maïs-semence (ha) | 113   | 218   | 242   |
| Tournesol (ha)                       | 55    |       | s     |
| Colza et navette (ha)                | 38    | 53    | 61    |
| Élevage                              |       |       |       |
| Cheptel (UGBTA)                      | 187   | 135   | 114   |

## Culture locale et patrimoine

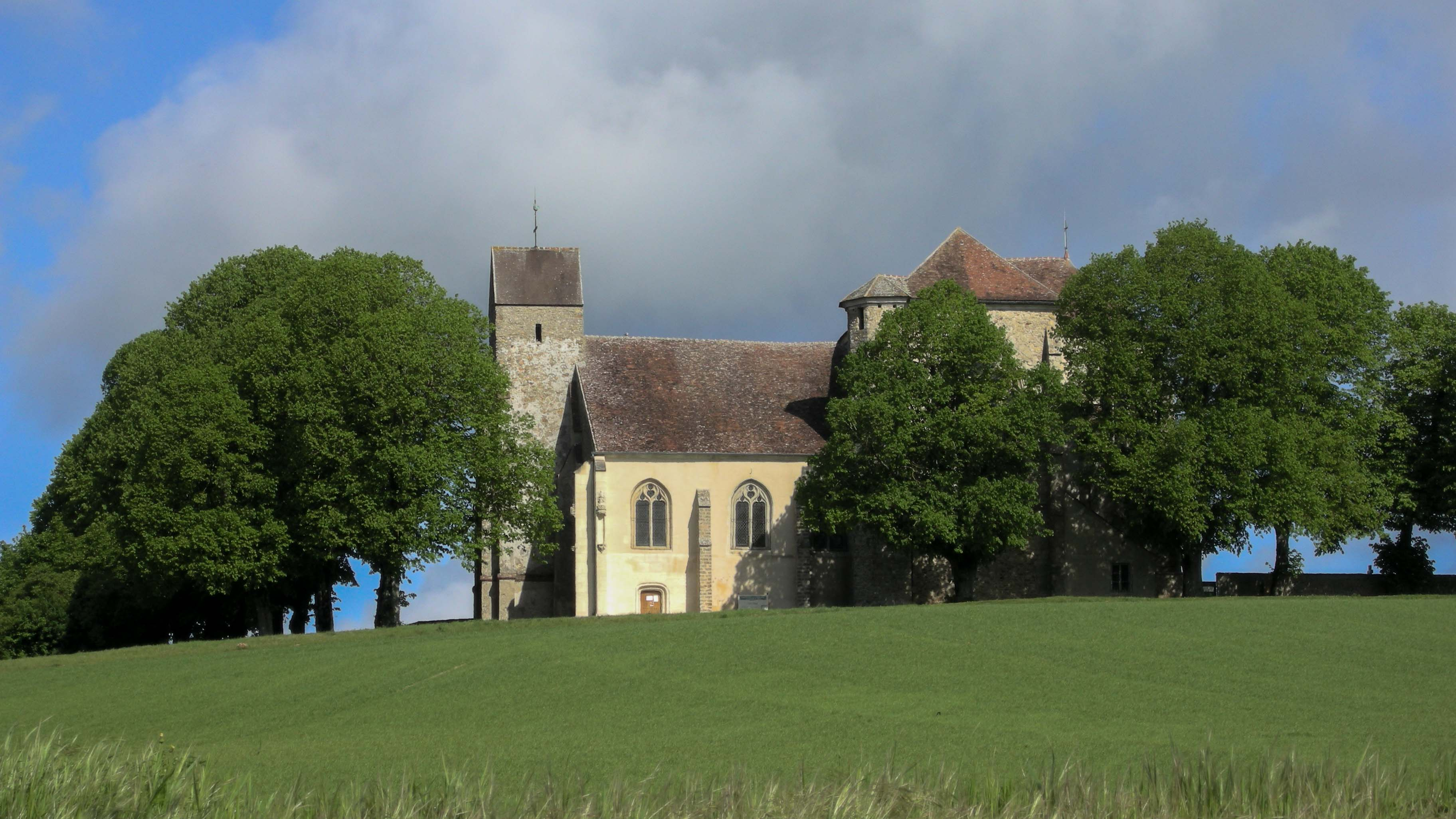
La Butte de Doue avec l'église en son sommet.

### Lieux et monuments
- L'L'église Saint-Martin de Doue, XIIIe siècle, est classée au titre des monuments historiques[56]. L'édifice est situé sur une butte qui domine le village.

- La Butte de Doue : la légende dit que Gargantua, le géant du roman de Rabelais, avait du sable dans sa botte et la vida à cet endroit, ce qui aurait formé la butte de Doue. Sa position atypique la fait fréquemment référencer en tant que « Phare de la Brie » ou encore « Lanterne de la Brie ».

### Personnalités liées à la commune
- Louis Auguste Juvénal des Ursins d'Harville (1749-1815), général des armées du Roi et de la République, est enterré dans la commune.
- Auguste de Mornay (1798-1852), homme politique français, né à Doue.
- Durant la première moitié du XXe siècle, on fit beaucoup venir dans la région des familles belges pour travailler dans les champs de betteraves. Des documents d'archives conservés à la mairie laissent penser que le grand-père de Jacques Brel aurait vécu un moment dans le village de Doue[réf. nécessaire].